# Труды (Сарненский район)
Труды (укр. Труди) — село, входит в Степанский поселковый совет Сарненского района Ровненской области Украины.
Население по переписи 2001 года составляло 178 человек. Почтовый индекс — 34560. Телефонный код — 3655. Код КОАТУУ — 5625455706.

## Местный совет
34560, Ровненская обл., Сарненский р-н, пгт Степань, пл. Независимости, 1.